# 相良俊輔
相良 俊輔（さがら しゅんすけ、1920年 - 1979年8月）は、児童文学者、編集者、漫画原作者。東京都出身。

## 来歴
1920年、東京都生まれ。文芸誌、娯楽誌の編集者を十数年務め、山手樹一郎、山本周五郎、牧野吉晴らと親交を深める。文芸誌「不同調」に処女作「虚構の夜」を発表。以後、戦記物の著作を多く手掛ける。1979年8月没。墓所は大磯町の妙大寺。

## 著書
- 『真珠湾の奇襲 第二次世界大戦 1』人物往来社、1968年。
- 『ミッドウェーの大海戦 第二次世界大戦 2』人物往来社、1968年。
- 『サイパン・沖縄の血戦 第二次世界大戦 3』人物往来社、1968年。
- 『激闘のヨーロッパ戦線 第二次世界大戦 4』人物往来社、1968年。
- 『機関車大将』朝日ソノラマ、1969年。
- 『黒ひげ大将』朝日ソノラマ、1969年。再刊、1973年。
- 『大雪原鉄道』朝日ソノラマ、1970年。
- 『あゝ厚木航空隊―あるサムライの殉国』光人社、1971年。新装版、1986年。 ISBN 4-7698-0032-0 光人社NF文庫、1993年。 ISBN 4-7698-2018-6
- 『菊と龍―祖国への栄光の戦い』光人社、1972年。新装版、1986年。 ISBN 4-7698-0033-9 光人社NF文庫、1994年。 ISBN 4-7698-2042-9 新版、2004年。 ISBN 4-7698-1116-0
- 『流氷の海―ある軍司令官の決断』光人社、1973年。新装版、1988年。 ISBN 4-7698-0034-7 光人社NF文庫、1994年。 ISBN 4-7698-2033-X 新版、2003年。 ISBN 4-7698-1111-X 光人社NF文庫新装版、2010年。 ISBN 978-4-7698-2033-8
- 『夏の空―厚木空叛乱始末記』光人社、1973年。改題新装版『厚木空叛乱始末記』1988年。 ISBN 4-7698-0035-5
- 『海原が残った―提督東郷平八郎伝』（上・下）光人社、1974年。
- 『少年会津藩士秘話』国土社、1975年。
- 『まぼろしの空母信濃』講談社、1975年。
- 『人類愛に生きた将軍―ユダヤ難民救出秘話』国土社、1976年。
- 『怒りの海―戦艦比叡・西田艦長の悲劇』光人社、1976年。新装版、1990年。 ISBN 4-7698-0039-8 改題『悲劇の艦長西田正雄大佐―戦艦「比叡」自沈の真相』光人社NF文庫、2016年。 ISBN 978-4-7698-2978-2
- 『走れ、はやて』朝日ソノラマ〈ソノラマ文庫〉、1977年。
- 『素浪人横丁』（正・続）春陽堂書店〈春陽文庫〉、1977年 - 1979年。
- 『まぼろしの試作車』千秋社、1978年。
- 『赤い夕陽の満州野が原に―鬼才河本大作の生涯』光人社、1978年。新装版、1985年。 ISBN 4-7698-0038-X 光人社NF文庫、1996年。 ISBN 4-7698-2107-7
- 『人と木を愛して八十年―石川伍市物語』新風書房、1996年。
- 「ジュニア版太平洋戦争」
- 「暁の攻撃隊」
- 「魔神の使者」毎日小学生新聞連載（全150回）

### 漫画原作
- 『うなれ熱球』荘司としお画
- 『あかつき戦闘隊』園田光慶画
- 『軍鶏』園田光慶画
- 『血煙り0戦隊』大倉元則画
- 『どどぶ木戸』さいとう・プロ画
- 『歴史まんが 竜よ､あしたは』一峰大二画、『小学五年生』4月号-7月号、1968年[1][2][3][4]